# Esanthelphusa
Тайський польовий краб (Esanthelphusa) — рід крабів родини Gecarcinucidae.

## Класифікація

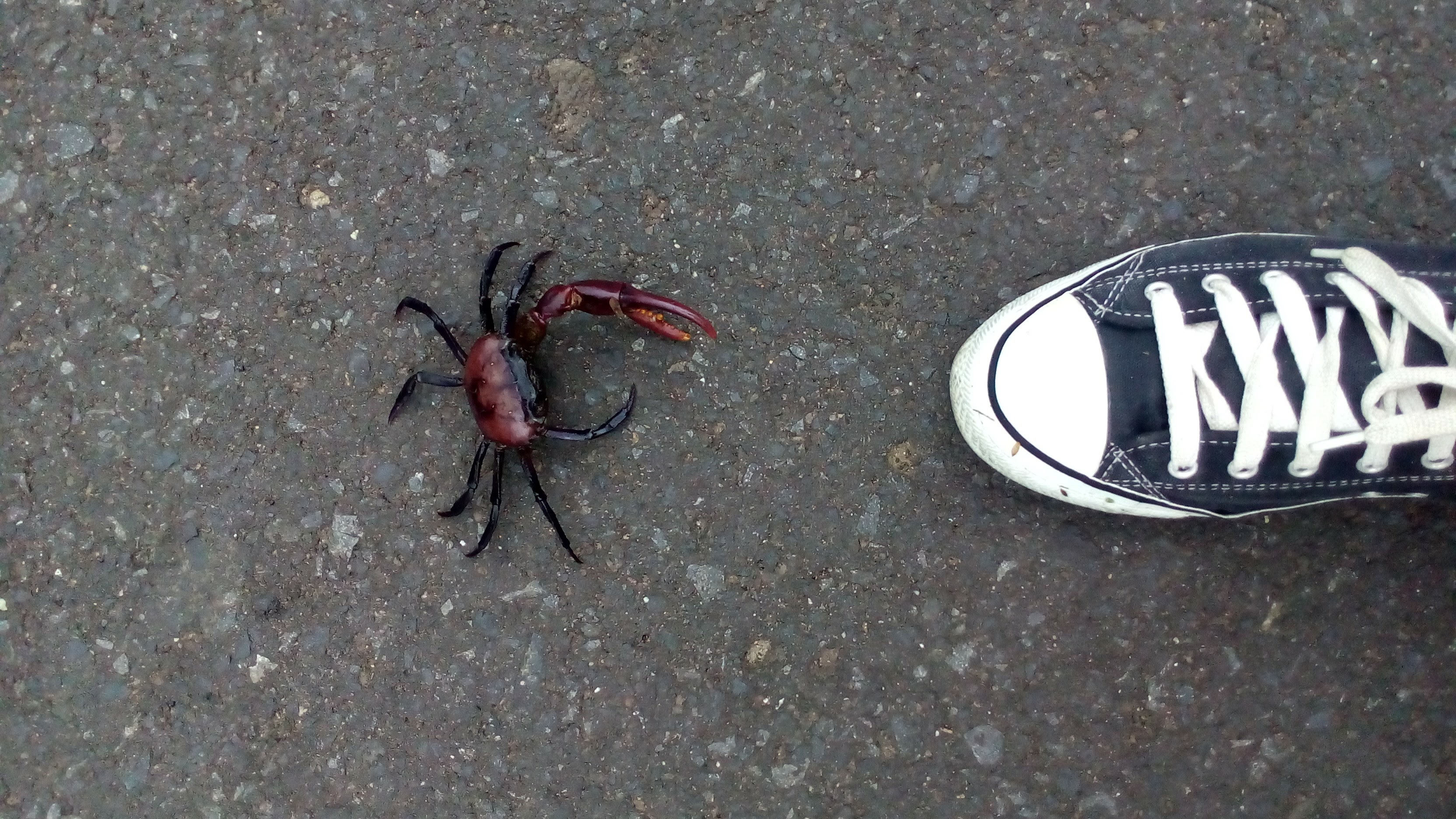
Краб роду Esanthelphusa в околицях Убонрачатані

Раніше відносився до роду Somanniathelphusa, проте був виокремленний в 1994 році у окремий рід з 11 видами.
Цей рід був перенесений з родини Parathelphusidae у Gecarcinucidae.
Раніше класифікація відбувалася на базі спорідненості панцирів. Використання електронного мікроскопу дозволило визначити більш розбіжностей між видами за формою гонопода.

## Практичне використання
Вживається в їжу селянами у Таїланді.